# ATP Challenger Tour Finals
ATP Challenger Tour Finals – męski turniej tenisowy kategorii ATP Challenger Tour rozgrywany w latach 2011–2015 na zakończenie sezonu w São Paulo na kortach ceglanych w hali o puli nagród wynoszącej 220 000 dolarów amerykańskich.
W zawodach singlowych brało udział siedmiu najlepszych zawodników cyklu ATP Challenger Tour oraz jeden zawodnik gospodarzy, który otrzymał dziką kartę. Tenisiści rywalizowali w dwóch grupach po cztery osoby. Dwóch najlepszych zawodników z każdej grupy awansowało do półfinałów, a ich zwycięzcy grali o trofeum.

## Obiekty
| Miasto    | Lata      | Nawierzchnia   | Stadion                     | Pojemność |
| --------- | --------- | -------------- | --------------------------- | --------- |
| São Paulo | 2011–2012 | Twarda (hala)  | Ginásio do Ibirapuera       | 11 000    |
| São Paulo | 2013      | Ceglana        | Sociedade Harmonia de Tênis |           |
| São Paulo | 2014–2015 | Ceglana (hala) | Esporte Clube Pinheiros     | 1000      |

## Mecze finałowe

### gra pojedyncza
| Rok  | Mistrz              | Finalista               | Wynik               |
| 2015 | Íñigo Cervantes     | Daniel Muñoz de la Nava | 6:2, 3:6, 7:6(4)    |
| 2014 | Diego Schwartzman   | Guilherme Clézar        | 6:2, 6:3            |
| 2013 | Filippo Volandri    | Alejandro González      | 4:6, 6:4, 6:2       |
| 2012 | Guido Pella         | Adrian Ungur            | 6:3, 6:7(4), 7:6(4) |
| 2011 | Cedrik-Marcel Stebe | Dudi Sela               | 6:2, 6:4            |